# Plealey
Plealey – wieś w Anglii, w hrabstwie Shropshire. Leży 9 km na południowy zachód od miasta Shrewsbury i 226 km na północny zachód od Londynu.